# Kreis Dresden-Land
Der Kreis Dresden-Land war ein Landkreis im Bezirk Dresden der DDR. Von 1990 bis 1995 bestand er als Landkreis Dresden im Freistaat Sachsen fort. Sein Gebiet liegt heute in den Landkreisen Bautzen und Meißen sowie in der kreisfreien Stadt Dresden. Der Sitz der Kreisverwaltung befand sich in Dresden.

## Geographie

### Lage
Naturräumlich erstreckt sich das Dresdner Land nördlich der Lausitzer Verwerfung. Auf dem Hochland liegt der Naturraum Westlausitzer Hügel- und Bergland, doch ein kleiner Teil der (klimatisch begünstigten) Dresdner Elbtalweitung (um Radebeul) gehört auch zum Dresdner Land. Die Radebeuler Gegend ist bekannt für die markanten Lößnitzhänge, an denen seit langer Zeit Wein kultiviert wird. Bemerkenswert ist auch die in Mitteleuropa einzigartige Moritzburger Kleinkuppenlandschaft. Der Norden und Osten des Landkreises ist ein überwiegend flachwelliges Agrarland in Höhen um 200 m. Hiervon hebt sich im Nordwesten die Moritzburger Teichlandschaft ab, ein ausgedehntes Waldgebiet mit zahlreichen künstlich angelegten Fischteichen.
Im Norden erfasst das Kreisgebiet den Südrand der Radeburger Heide. Die Region wird vorwiegend landwirtschaftlich genutzt, es wird durch offenes, weites Hochland mit einzelnen feuchten Tälern sowie Feldgehölz geprägt. Doch ab dem Gebiet um Pulsnitz-Großröhrsdorf-Arnsdorf nehmen die Waldflächen zu, und man bemerkt den Übergang in das westliche Vorland des Lausitzer Berglandes. Das größte Fließgewässer ist die Große Röder.

### Nachbarkreise
Der Kreis Dresden-Land grenzte im Uhrzeigersinn im Norden beginnend an die Kreise Großenhain, Kamenz, Bischofswerda, Sebnitz, Pirna, Stadtkreis Dresden, Freital und Meißen.

## Geschichte
Ein Vorläufer dieses Kreises war die Anfang des 19. Jahrhunderts gebildete Amtshauptmannschaft Dresden, aus der die Stadt Dresden 1874 ausgegliedert wurde und fortan als exemte (kreisfreie) Stadt bestand. 1939 erfolgte mit Inkrafttreten der Deutschen Gemeindeordnung die Umbenennung von Amtshauptmannschaft in Landkreis und die reichsweite Angleichung der inneren Verwaltungsstrukturen.
Von 1945 bis 1950 wurde das Dresdner Stadtgebiet auf Kosten des alten Landkreisgebietes erheblich vergrößert. Mit der Kreisreform entstanden am 25. Juli 1952 auf dem Gebiet des Altkreises (mit 88 Gemeinden) die neuen Kreise Freital (33 Gemeinden) und Dresden-Land (52 Gemeinden), wobei das Gebiet um Radeburg aus dem Kreis Großenhain zugunsten von Dresden-Land herausgelöst wurde. Ab diesem Zeitpunkt bildete der Kreis Dresden-Land einen Kragenkreis um die Stadt Dresden, grenzte an Dresdens Westen, Norden und Osten. Der Kreis Dresden-Land umfasste damit 357 km² und hatte 112.900 Einwohner.
Vom Altkreis wechselten schließlich die Gemeinden Kleinröhrsdorf und Leppersdorf zum Kreis Bischofswerda, während Steinbach an den Kreis Meißen gelangte. Die beiden letztgenannten Gemeinden kamen bereits vor Jahresfrist wieder in den Kreis Dresden zurück.
Somit bestand der neue Kreis Dresden-Land bei Gründung aus den folgenden 54 Gemeinden:
- den 52 Gemeinden vom Altkreis Dresden:

Altfranken, Arnsdorf b. Dresden, Bärnsdorf, Bärwalde, Berbisdorf, Borsberg, Boxdorf, Brabschütz, Cossebaude, Cunnersdorf b. Helfenberg, Friedewald, Gohlis, Gompitz, Gönnsdorf, Großdittmannsdorf, Großerkmannsdorf, Grünberg, Hermsdorf b. Dresden, Kleinerkmannsdorf, Kleinwolmsdorf, Langebrück, Leuteritz, Liegau-Augustusbad, Lomnitz, Malschendorf, Marsdorf, Medingen, Mobschatz, Moritzburg, Niederwartha, Oberwartha, Ockerwitz, Ottendorf-Okrilla, Pappritz, Radeberg, Radebeul, Radeburg, Reichenberg, Reitzendorf, Rockau, Schönborn, Schönfeld b. Dresden, Schullwitz, Seifersdorf b. Radeberg, Ullersdorf, Unkersdorf, Volkersdorf, Wachau, Wallroda, Weißig b. Dresden, Weixdorf und Zaschendorf.
- sowie 2 Gemeinden aus dem Landkreis Pirna:

Eschdorf und Fischbach.
Durch Gemeindegebietsänderungen, Eingemeindungen und Umgliederungen über Kreisgrenzen hinweg sank die Zahl der Gemeinden bis auf 26 zur Auflösung des Kreises Ende 1995:
- 4. Dezember 1952 Umgliederung von Leppersdorf aus dem Kreis Bischofswerda in den Kreis Dresden
- 4. Dezember 1952 Umgliederung von Steinbach aus dem Kreis Meißen in den Kreis Dresden
- 1. Januar 1965 Eingliederung von Marsdorf in Weixdorf
- 1. Juli 1965 Eingliederung von Reitzendorf und Zaschendorf in Schönfeld
- 6. März 1970 Eingliederung von Kleinerkmannsdorf in Großerkmannsdorf
- 6. März 1970 Eingliederung von Leuteritz in Cossebaude
- 1. Januar 1974 Eingliederung von Bärwalde in die Stadt Radeburg
- 1. April 1974 Eingliederung von Gohlis und Niederwartha in Cossebaude
- 1. April 1974 Eingliederung von Kleinwolmsdorf in Arnsdorf b. Dresden
- 1. April 1974 Eingliederung von Unkersdorf in Gompitz
- 1. April 1993 Eingliederung von Ockerwitz in Gompitz
- 1. Januar 1994 Eingliederung von Boxdorf und Luftkurort Friedewald in Reichenberg
- 1. Januar 1994 Eingliederung von Grünberg b. Radeberg in Ottendorf-Okrilla
- 1. Januar 1994 Eingliederung von Oberwartha in Cossebaude
- 1. Januar 1994 Eingliederung von Leppersdorf und Seifersdorf b. Radeberg in Wachau b. Radeberg
- 1. Januar 1994 Zusammenschluss von Borsberg, Cunnersdorf, Eschdorf, Gönnsdorf, Pappritz, Rockau, Schönfeld, Schullwitz und Weißig zu Schönfeld-Weißig
- 1. März 1994 Eingliederung von Brabschütz in Mobschatz
- 1. März 1994 Eingliederung von Malschendorf in Schönfeld-Weißig
- 1. März 1994 Zusammenschluss von Bärnsdorf, Berbisdorf und Kurort Volkersdorf zu Promnitztal
- 1. April 1995 Eingemeindung von Liegau-Augustusbad nach Radeberg

### Landkreis Dresden
Am 17. Mai 1990 wurde der Kreis Dresden-Land in Landkreis Dresden umbenannt. Im Zuge der sächsischen Landkreisreform 1994 klagte der Landkreis gegen die vorgesehene Neugliederung des Kreisgebiets. Das Sächsische Oberverwaltungsgericht lehnte jedoch 1995 die Klage ab. Am 1. Januar 1996 wurde der Kreis aufgelöst und in Teilen (von West nach Ost) dem Landkreis Meißen (bis zum 28. Februar 1997 mit der Bezeichnung Landkreis Meißen-Radebeul), dem Landkreis Kamenz (bis zum 31. März 1996 mit der Bezeichnung Landkreis Westlausitz-Dresdner Land), und dem Landkreis Sächsische Schweiz zugeordnet. Der letztgenannte Teil, die damalige Gemeinde Schönfeld-Weißig, wurde am 1. Januar 1999 in die Stadt Dresden eingemeindet, ebenso einige weitere Gemeinden des ehemaligen Kreises Dresden-Land.
Der Landkreis Dresden gehörte zum Bundestagswahlkreis Dresden-Land – Freital – Dippoldiswalde, der von 1990 bis 2002 bestand und dessen Direktmandat in den drei Bundestagswahlen Rainer Jork (CDU) aus Radebeul erlangte.

## Kreisgericht Dresden-Land
Für jeden der fünf Dresdner Stadtbezirke sowie den Kreis Dresden-Land war ein Kreisgericht als Eingangsinstanz der ordentlichen Gerichtsbarkeit zuständig. Ihnen war das Bezirksgericht Dresden übergeordnet.
Das Kreisgericht Dresden-Land übernahm 1952 Aufgaben der Amtsgerichte Dresden, Freital, Kamenz und Meißen. Es bestand bis zum 30. Juni 1990, danach übernahm das Kreisgericht Dresden-Mitte als nunmehriges Kreisgericht Dresden die Zuständigkeit für alle fünf Stadtbezirke sowie den Landkreis und übergab diese am 31. Dezember 1992 an das wiedereingerichtete Amtsgericht Dresden.

## Politik

### Landräte
- Reinhard Geistlinger (CDU) (Mai 1990–März 1991)
- Johannes Schramm (CDU) (Mai 1991–September 1991)
- Heiner Janik (CSU, Mandatsträger der DSU) (Oktober 1991–August 1995)
- Michael Koch (CDU) (September–Dezember 1995)

## Wirtschaft und Verkehr
Wirtschaftszentren des Landkreises sind die Industriestädte Radebeul im Ballungsraum Dresden und Radeberg, Radeburg ist ein weiteres Industriezentrum im Kreis. Das Umland von Radeburg wird eher agrarwirtschaftlich genutzt.
Die bekanntesten Marken sind das Radeberger Bier, RAFENA-Fernsehgeräte und Richtfunktechnik aus Radeberg, Sekt aus dem Staatlichen Weingut Schloss Wackerbarth und der Druckmaschinenhersteller Koenig & Bauer Planeta Bogenoffset in Radebeul.
Aus dem VEB Rafena Radeberg ging 1969 das Kombinat Robotron hervor – die wichtigste Ressource, die nach der Wende zusammen mit dem Zentrum Mikroelektronik Dresden zur Ansiedlung von Infineon an der Stadtgrenze von Dresden führte und weitere Unternehmen wie AMD, jetzt Globalfoundries, und Qimonda anzog.
Durch das Autobahndreieck Dresden-Nord, an dem die Bundesautobahn A 13 auf die A 4 trifft, sowie den Flughafen Dresden im Stadtteil Klotzsche an der nördlichen Stadtgrenze ist das Dresdner Land zu einem Zentrum der Logistik für den europäischen Binnenmarkt und den Handel mit Osteuropa und Russland geworden. Führende Unternehmen sind hier die in Radeburg tätigen Logistik-Unternehmen Dachser und Schenker.
Darüber hinaus ist das Dresdner Land mit der Bahnstrecke Berlin–Dresden und der Bahnstrecke Leipzig–Dresden an das Hochleistungsbahnnetz angeschlossen.

## Tourismus
Ein Touristenmagnet ist das Schloss Moritzburg. Weitere touristische Attraktionen sind die Schmalspurbahn Radebeul Ost–Radeburg, das auf Karl May zurückgehende Indianermuseum in Radebeul und die Hengstparade in Moritzburg. Radeburg ist Sachsens Karnevalshochburg und der Geburtsort des Berliner Milieumalers Heinrich Zille. Der ehemalige Landsitz der Wettiner, die Hoflößnitz, beherbergt zahlreiche kulturhistorische Einrichtungen.
Bedeutende touristische Wege durch das Dresdner Land sind der Elberadweg, die Sächsische Weinstraße und der Fernwanderweg Ostsee-Saaletalsperren.

## Städte und Gemeinden
Der Kreis Dresden-Land beherbergte die Städte Radebeul, Radeberg und Radeburg.
Bevölkerungsübersicht aller 46 Gemeinden des Kreises, die 1990 in das wiedergegründete Land Sachsen kamen.
| AGS      | Gemeinde                | Einwohner       | Einwohner         | Fläche (ha)       | heutige Gemeinde  | Landkreis |
| AGS      | Gemeinde                | 3. Oktober 1990 | 31. Dezember 1990 | 31. Dezember 1990 | heutige Gemeinde  | Landkreis |
| 14022010 | Altfranken              | 195             | 187               | 128               | Dresden           | Dresden   |
| 14022020 | Arnsdorf b. Dresden     | 4.242           | 4.221             | 1.838             | Arnsdorf          | Bautzen   |
| 14022030 | Bärnsdorf               | 537             | 534               | 714               | Radeburg          | Meißen    |
| 14022050 | Berbisdorf              | 855             | 848               | 806               | Radeburg          | Meißen    |
| 14022060 | Borsberg                | 139             | 138               | 116               | Dresden           | Dresden   |
| 14022070 | Boxdorf                 | 1.377           | 1.375             | 374               | Moritzburg        | Meißen    |
| 14022080 | Brabschütz              | 460             | 470               | 701               | Dresden           | Dresden   |
| 14022090 | Cossebaude              | 4.200           | 4.172             | 812               | Dresden           | Dresden   |
| 14022100 | Cunnersdorf             | 207             | 203               | 162               | Dresden           | Dresden   |
| 14022110 | Eschdorf                | 624             | 624               | 1.161             | Dresden           | Dresden   |
| 14022120 | Fischbach               | 768             | 766               | 1.111             | Arnsdorf          | Bautzen   |
| 14022130 | Friedewald, Luftkurort  | 833             | 831               | 327               | Moritzburg        | Meißen    |
| 14022140 | Gönnsdorf               | 271             | 273               | 115               | Dresden           | Dresden   |
| 14022160 | Gompitz                 | 1.044           | 1.036             | 1.026             | Dresden           | Dresden   |
| 14022170 | Großdittmannsdorf       | 593             | 590               | 945               | Radeburg          | Meißen    |
| 14022180 | Großerkmannsdorf        | 1.260           | 1.262             | 742               | Radeberg          | Bautzen   |
| 14022190 | Grünberg b. Radeberg    | 467             | 471               | 490               | Ottendorf-Okrilla | Bautzen   |
| 14022200 | Hermsdorf               | 1.406           | 1.406             | 468               | Ottendorf-Okrilla | Bautzen   |
| 14022230 | Langebrück              | 3.055           | 3.020             | 696               | Dresden           | Dresden   |
| 14022240 | Leppersdorf             | 853             | 854               | 732               | Wachau            | Bautzen   |
| 14022260 | Liegau-Augustusbad      | 1.575           | 1.580             | 320               | Radeberg          | Bautzen   |
| 14022270 | Lomnitz                 | 1.013           | 1.011             | 952               | Wachau            | Bautzen   |
| 14022280 | Malschendorf            | 252             | 249               | 205               | Dresden           | Dresden   |
| 14022290 | Medingen                | 1.188           | 1.180             | 526               | Ottendorf-Okrilla | Bautzen   |
| 14022300 | Mobschatz               | 568             | 564               | 152               | Dresden           | Dresden   |
| 14022310 | Moritzburg              | 2.046           | 2.040             | 2.409             | Moritzburg        | Meißen    |
| 14022330 | Oberwartha              | 310             | 309               | 204               | Dresden           | Dresden   |
| 14022340 | Ockerwitz               | 235             | 235               | 147               | Dresden           | Dresden   |
| 14022350 | Ottendorf-Okrilla       | 5.496           | 5.463             | 1.104             | Ottendorf-Okrilla | Bautzen   |
| 14022360 | Pappritz                | 557             | 557               | 149               | Dresden           | Dresden   |
| 14022370 | Radeberg, Stadt         | 14.671          | 14.648            | 1.590             | Radeberg          | Bautzen   |
| 14022380 | Radebeul, Stadt         | 31.207          | 31.115            | 2.599             | Radebeul          | Meißen    |
| 14022390 | Radeburg, Stadt         | 5.052           | 5.020             | 2.371             | Radeburg          | Meißen    |
| 14022400 | Reichenberg             | 1.316           | 1.310             | 760               | Moritzburg        | Meißen    |
| 14022410 | Rockau                  | 339             | 340               | 298               | Dresden           | Dresden   |
| 14022420 | Schönborn b. Radeberg   | 426             | 363               | 516               | Dresden           | Dresden   |
| 14022430 | Schönfeld               | 1.182           | 1.177             | 734               | Dresden           | Dresden   |
| 14022440 | Schullwitz              | 437             | 436               | 475               | Dresden           | Dresden   |
| 14022450 | Seifersdorf b. Radeberg | 614             | 602               | 840               | Wachau            | Bautzen   |
| 14022460 | Steinbach               | 539             | 540               | 784               | Moritzburg        | Meißen    |
| 14022470 | Ullersdorf b. Radeberg  | 607             | 602               | 321               | Radeberg          | Bautzen   |
| 14022490 | Volkersdorf, Kurort     | 475             | 479               | 564               | Radeburg          | Meißen    |
| 14022500 | Wachau b. Radeberg      | 1.323           | 1.325             | 1.283             | Wachau            | Bautzen   |
| 14022510 | Wallroda                | 528             | 523               | 631               | Arnsdorf          | Bautzen   |
| 14022520 | Weißig                  | 1.753           | 1.745             | 704               | Dresden           | Dresden   |
| 14022530 | Weixdorf                | 4.482           | 4.441             | 1.552             | Dresden           | Dresden   |
| 14022000 | Landkreis Dresden       | 101 577         | 101 135           | 35 653            | ---               | ---       |

## Kfz-Kennzeichen
Den Kraftfahrzeugen (mit Ausnahme der Motorräder) und Anhängern wurden von etwa 1974 bis Ende 1990 dreibuchstabige Unterscheidungszeichen, die mit den Buchstabenpaaren RE, RF, RG, RH, YB, YE, YF, YG, YH, YI, YK, YR und YZ begannen, zugewiesen. Die letzte für Motorräder genutzte Kennzeichenserie war YV 00-01 bis YV 99-99.
Anfang 1991 erhielt der Landkreis Dresden das Unterscheidungszeichen DD, ebenso wie die Landeshauptstadt Dresden. Es wurde im Landkreis bis zum 31. Dezember 1995 ausgegeben. Im Landkreis wurden nur Kennzeichen mit einem nachgestellten Buchstaben vergeben (Form DD–A 123[4]).